# Nantucket (WLV-612)
Pour les articles homonymes, voir Nantucket (homonymie).
Le Nantucket {WLV-612) (en anglais : Nantucket Lightship ou United States Lightship WLV-612 (Nantucket I) est un bateau-phare mis en service en 1950 qui est devenu le dernier navire-phare mis hors service de l'United States Coast Guard.

## Historique
Le bateau-phare a été lancé en 1950 et mis en service en 1951 sous le nom de San Francisco Lightship, à 8,6 milles au large du phare de Point Bonita et du Golden Gate où il fut en service jusqu'en 1969. 
De 1969 à 1971, il a servi en tant que Blunts Reef Lightship à Blunt's Freed près du phare du cap Mendocino en Californie du Nord. De 1971 à 1975, il a servi en tant que Portland Lightship marquant l'entrée de Portland dans le Maine. Il fut le dernier à servir de bateau-phare à Portland en 1975 lorsqu'il a été remplacé par une grande bouée de balisage.
De 1975 à 1983, le WLV-612 a été réaffecté en tant que Lightship Nantucket à Nantucket Shoals, un haut-fond dangereux à 64 km au sud-est de l'île de Nantucket dans le Massachusetts.
De 1979 à 1983, le WLV-612 et le WLV-613 se sont alternés à Nantucket Shoals en tant que Nantucket I et Nantucket II, se relayant environ tous les 21 jours. 
Le 1er septembre 1983, alors qu'il alternait avec le Nantucket II, le WLV-612 servait de radar et de plate-forme de communication de sécurité au large de la résidence Bush à Kennebunkport dans le Maine, le vice-président américain George H.W. Bush était à bord lorsqu'il a appris que l'Union soviétique avait abattu le Vol Korean Air Lines 007 alors qu'il traversait l'espace aérien soviétique près de la frontière soviéto-Alaska.L'incident a poussé l'administration Reagan à autoriser l'accès civil mondial au DNSS/Navstar, le système militaire de navigation par satellite devenu GPS.
Le bateau-phare Nantucket I a été désarmé à Boston le 29 mars 1985.

## Préservation
Après sa mise hors service, le bateau-phare a été acheté par le Boston Educational Marine Exchange, mais est retourné dans l'année à l'Administration des services généraux en raison d'un manque de fonds. En 1987, la Metropolitan District Commission (MDC) du Commonwealth du Massachusetts a acheté le bateau-phare  pour 1.500 $ et a cherché à l'ouvrir en tant que musée à Georges Island (Massachusetts) (en) dans le Boston Harbor. Au lieu de cela, en raison du manque de financement public, il a été déplacé à Marina Bay (Quincy, Massachusetts) (en) où il a été entretenu par les bénévoles des Friends of Lightship Nantucket. En 1992, les moteurs principaux ont été révisés et il a participé au défilé de vieux gréement du Sail Boston 1992, dans le cadre des événements pour le Christopher Columbus Quincentenary Jubilee avec environ 8.000 à 10.000 spectateurs.

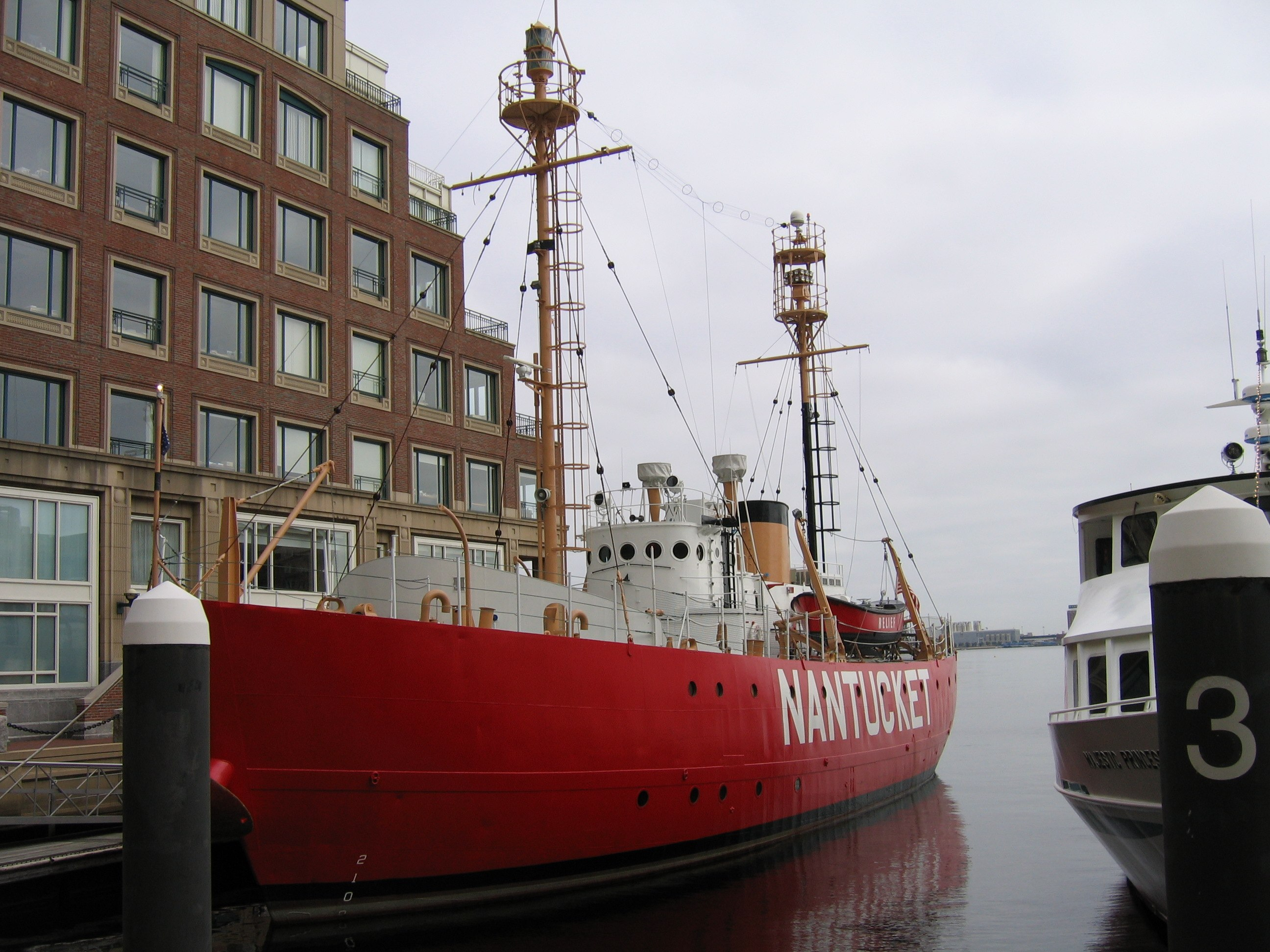
2006 Rowes Wharf à Boston

En 1999, le Commonwealth du Massachusetts a déclaré que le WLV-612 était une propriété excédentaire et a été mis aux enchères sur eBay. L'enchère gagnante a été remportée par William B. Golden (en). De 2000 à 2003, une équipe de 11 artisans à New Bedford a restauré et équipé le WLV-612 d'une "suite principale et de quatre suites d'invités avec des lits en acajou et en chêne sculptés à la main, six salles de bains, une cuisine avec fours doubles, deux compacteurs de déchets, des comptoirs en granit et une table de cuisson à six brûleurs, une salle à manger avec une table en érable tigré pouvant accueillir 12 personnes, une bibliothèque/salle de séjour, un bureau et une salle de divertissement avec une télévision à écran plat, un baby-foot et une table de poker d'origine. ». Le bateau-phare de Nantucket reste le seul entièrement alimenté et opérationnel aux États-Unis.

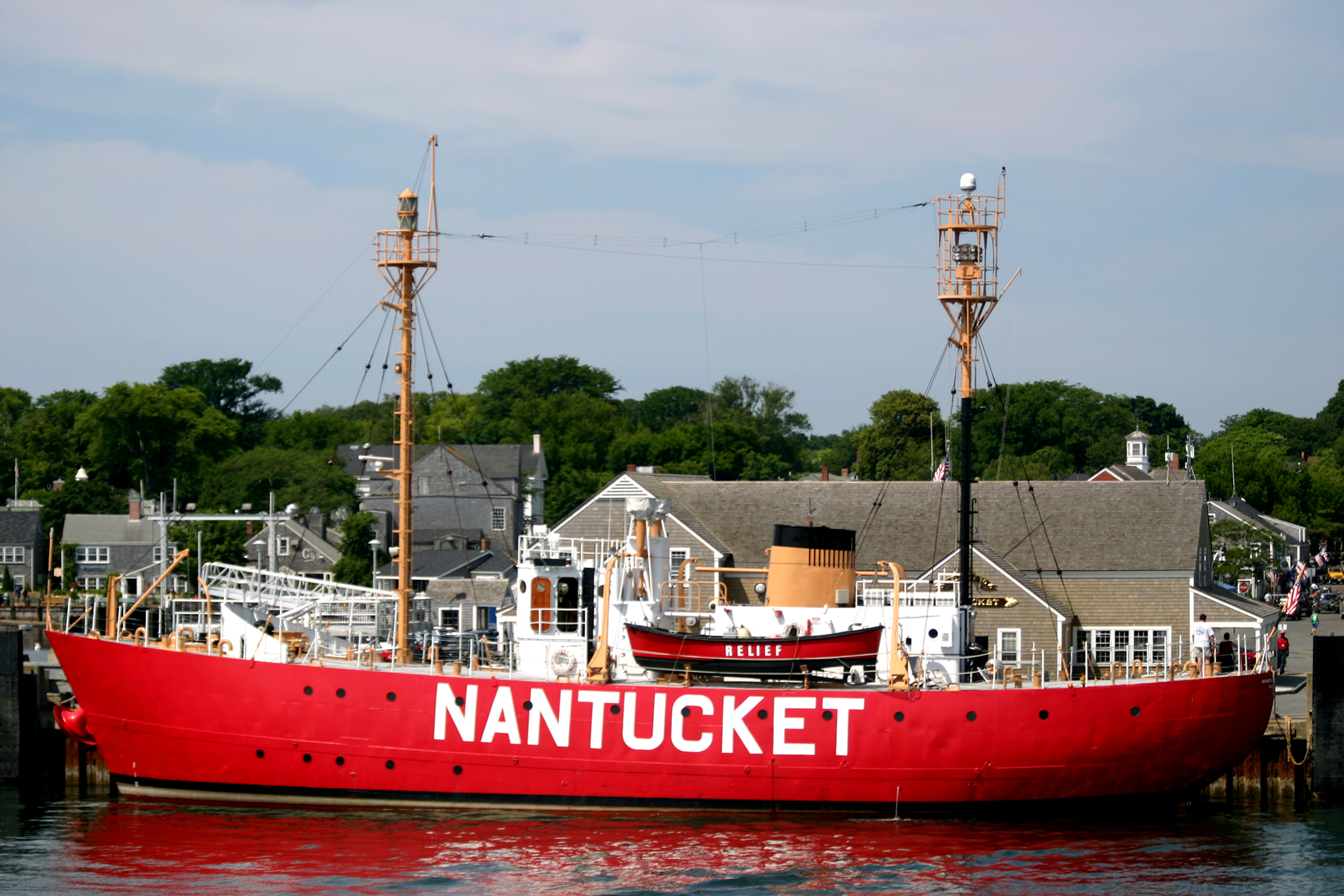
Bateau-phare de Nantucket à Straight Wharf sur l'île de Nantucket

En août 2009, le bateau-phare a été ancré au large du Kennedy Compound après le décès du sénateur Ted Kennedy dans le cadre d'un mémorial. Pendant plusieurs années, il a été amarré à TriBeCa dans le Lower Manhattan et a été exploité  en tant qu'espace événementiel et yacht disponible à la location. Du printemps 2016 à octobre 2016, il a été amarré au Pier 6 à Brooklyn Bridge Park et organisait des conférences et des visites publiques dans le parc. En février 2017, il a participé à l'émission Chronicle de WCVB-TV (programme télévisé américain) alors qu'il était amarré à New Bedford, dans le Massachusetts. 
Depuis 2018, il est amarré dans le Boston Harbor, où se trouve également un autre bateau-phare de Nantucket, le navire-phare américain Nantucket (LV-112).